# Le Testament et la mort de Moïse
Le Testament et la mort de Moïse est une fresque de 350 × 572 cm réalisée vers 1482 par les peintres italiens Bartolomeo della Gatta et Luca Signorelli,  et faisant partie de la décoration du registre médian de la chapelle Sixtine au Vatican.

## Histoire
Ni Bartolomeo della Gatta ni Luca Signorelli, trente ans, ne figurent parmi les noms des artistes florentins chargés par Sixte IV, sur les conseils de Laurent le Magnifique, de peindre la chapelle à fresque. Ils devaient suivre Le Pérugin qui était probablement le surintendant général des travaux, aux côtés des maîtres Botticelli, Ghirlandaio et Cosimo Rosselli. Eux sont les signataires du contrat officiel, daté du 27 octobre 1481.
L'hypothèse d'un dessin du Pérugin de la fresque est possible, alors que la réalisation picturale a traditionnellement été attribuée à Signorelli, sur la base de la mention de Giorgio Vasari. L'artiste de Cortone est en effet documenté sur le chantier après le départ du Pérugin (1482), auteur de la Dispute sur le corps de Moïse sur le mur de la porte qui, déjà détruit au tournant du milieu du XVIe siècle, fut ensuite repeint en 1574 par Matteo da Lecce, élève de Michel-Ange.
Des études plus récentes ont minimisé la présence de Signorelli dans la fresque, notant que la réalisation picturale, aux subtilités lumineuses et aux contrastes vibrants, est plutôt à attribuer principalement à Bartolomeo della Gatta, peintre influencé par la pureté picturale de Piero della Francesca et du Pérugin. Cependant, la présence de Signorelli est indéniable chez certains personnages.

## Description et style

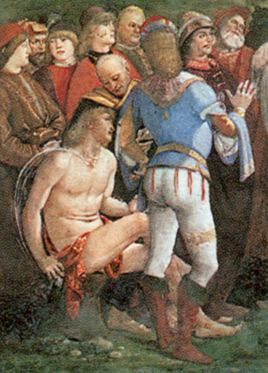
Détail.

La fresque représente les derniers épisodes de la vie de Moïse, articulés sur deux niveaux principaux : un premier plan, où deux scènes sont représentées sans interruption, et un arrière-plan, où se trouvent trois autres épisodes et un beau paysage sur la droite. Le protagoniste Moïse est toujours reconnaissable à sa robe dorée et à son manteau vert, qui reviennent dans toutes les scènes de la chapelle. L'auteur a également adhéré aux conventions qui donnent l'unité à l'ensemble du cycle : utilisation de la même échelle dimensionnelle, structure rythmique et représentation du paysage, gamme chromatique similaire, avec une profusion de finitions dorées, qui faisaient briller les peintures à l'éclat des torches et des bougies.
Au fond, on voit Moïse recevant d'un ange sur le Mont Nébo le bâton de commandement qui lui permettra de commander le peuple d'Israël vers la Terre Promise ; l'ange lui montre sa destination avec un geste éloquent, prophétisant également que, par la volonté de Dieu, il ne lui sera permis de la voir qu'à cette occasion. Juste en dessous, Moïse descend de la montagne un bâton à la main, selon un schéma également utilisé dans la scène voisine de la Descente du Mont Sinaï de Cosimo Rosselli.
Au premier plan à droite, Moïse qui, à l'âge vénérable de cent vingt ans, s'adresse à la foule en tenant le bâton et un livre des Saintes Écritures. À ses pieds se trouve l'Arche d'alliance, ouverte pour montrer les deux Tables de la Loi et le vase de la manne. Au centre, figure le cortège des passants avec quelques belles figures, dont une femme avec un enfant sur les épaules vêtu de soieries, un élégant jeune homme de dos, un homme nu assis. Ces deux derniers sont attribués à Signorelli, tout comme l'homme appuyé sur un bâton à côté du trône de Moïse.
Plus à gauche, on voit la nomination de Josué comme successeur de Moïse, le premier, recevant le bâton de commandement, agenouillé devant le prophète, qui pour l'occasion a retourné son manteau en découvrant une partie de la doublure rouge.
Enfin, au fond à gauche, au grand désarroi des personnes présentes, on voit Moïse mort, déjà allongé dans un linceul. La mort eut lieu au pays de Moab, où les enfants d'Israël le pleurèrent durant trente jours.